# Groupe de NGC 4051
Le groupe de NGC 4051 comprend au moins 19 galaxies situées dans les constellations de la Grande Ourse et des Chiens de chasse. La distance moyenne entre ce groupe et la Voie lactée est d'environ 16,2 Mpc (∼52,8 millions d'al).
Plusieurs galaxies de ce groupe font également partie du groupe de M101, un groupe plus vaste décrit par Abraham Mahtessian. Le groupe de M101 compte plus de 80 galaxies. 

## Distance du groupe de NGC 4051
Plusieurs galaxies de ce groupe sont rapprochées du Groupe local et on obtient souvent avec la loi de Hubble-Lemaître une distance différente à celles obtenues par des méthodes indépendantes du décalage. Cela provient du mouvement propre de ces galaxies à l'intérieur du groupe et de l'amas de la Grande Ourse. Les distances obtenues de la loi de Hubble-Lemaître vont de 10,9 Mpc à 20,6 Mpc avec une moyenne de 15,2 ± 2,3 Mpc (∼49,6 millions d'al). Des mesures indépendantes du décalage existent pour 18 des 20 galaxies du tableau. La moyenne de ces mesures donnent 16,2 ± 3,8 Mpc (∼52,8 millions d'al)

## Membres
Le tableau ci-dessous liste les 19 galaxies du groupe indiquées dans l'article de A.M. Garcia paru en 1993. On devrait logiquement ajouter IC 749, car elle forme une paire avec la galaxie IC 750.
| Nom      | Constellation | Class.        | Type                        | α (J2000.0)   | δ (J2000.0) | Vitesse radiale (km/s) | m    | Distance (Mpc) | Diamètre (kal) | D (Mpc)     |
| -------- | ------------- | ------------- | --------------------------- | ------------- | ----------- | ---------------------- | ---- | -------------- | -------------- | ----------- |
| NGC 3906 | GO            | SB(s)d        | Spirale barrée              | 11h 49m 40.5s | 48° 25′ 33″ | 959 ± 1                | 12,9 | 17,2 ± 1,2     | 39             | x           |
| NGC 3938 | GO            | SA(s)c        | Spirale                     | 11h 52m 49.4s | 44° 07′ 15″ | 808 ± 2                | 10,4 | 15,3 ± 1,1     | 65             | 12,7 ± 7,8  |
| NGC 4051 | GO            | SAB(rs)bc     | Spirale intermédiaire       | 12h 03m 09.6s | 44° 31′ 53″ | 700 ± 1                | 10,2 | 13,6 ± 1,0     | 78             | 13,7 ± 2,9  |
| NGC 4096 | GO            | SAB(rs)c      | Spirale intermédiaire       | 12h 06m 01.1s | 47° 28′ 42″ | 572 ± 2                | 10,9 | 11,5 ± 0,8     | 79             | 11,6 ± 2,4  |
| NGC 4111 | GO            | SA(r)0+       | Lenticulaire                | 12h 07m 03.1s | 43° 03′ 57″ | 788 ± 1                | 10,7 | 15,0 ± 1,1     | 56             | 12,9 ± 4,4  |
| NGC 4117 | Cc            | S0^0?         | Lenticulaire                | 12h 07m 46.1s | 43° 07′ 35″ | 934 ± 1                | 13,0 | 17,2 ± 1,1     | 55             | 20,2 ± 4,1  |
| NGC 4138 | Cc            | SA(r)a        | Spirale                     | 12h 09m 29.8s | 43° 41′ 07″ | 874 ± 1                | 11,3 | 16,2 ± 1,2     | 54             | 19,7 ± 9,2  |
| NGC 4143 | Cc            | SAB(s)0^0^    | Lenticulaire                | 12h 09m 36.0s | 42° 32′ 03″ | 946 ± 5                | 10,9 | 17,4 ± 1,2     | 59             | 21,3 ± 9,0  |
| NGC 4183 | Cc            | SA(s)cd?      | Spirale                     | 12h 13m 16.9s | 43° 41′ 55″ | 929 ± 1                | 12,3 | 17,0 ± 1,2     | 100            | 16,1 ± 3,6  |
| NGC 4218 | Cc            | IBm           | Irrégulière magellanique    | 12h 15m 46.4s | 48° 07′ 51″ | 730 ± 2                | 12,5 | 13,8 ± 1,0     | 19             | 17,5 ± 4,8  |
| NGC 4288 | Cc            | SB(s)dm       | Spirale barrée magellanique | 12h 20m 38.1s | 46° 17′ 30″ | 531 ± 2                | 13,2 | 10,9 ± 0,8     | 42             | 14,8 ± 9,8  |
| NGC 4346 | Cc            | S0            | Lenticulaire                | 12h 20m 38.1s | 46° 17′ 30″ | 832 ± 5                | 11,2 | 15,3 ± 1,1     | 48             | 15,1 ± 1,61 |
| NGC 4389 | Cc            | SB(rs)bc pec? | Spirale barrée              | 12h 25m 35.1s | 45° 41′ 05″ | 718 ± 1                | 11,7 | 13,7 ± 1,0     | 29             | 11,7 ± 2,7  |
| IC 750   | GO            | Sab?          | Spirale                     | 11h 58m 52.2s | 42° 43′ 21″ | 701 ± 1                | 11,9 | 13,8 ± 1,0     | 69             | 23,5 ± 6,2  |
| UGC 6805 | GO            | S0            | Lenticulaire naine          | 11h 50m 12.3s | 42° 04′ 28″ | 1158 ± 2               | 13,8 | 20,6 ± 1,5     | 16             | x           |
| UGC 6818 | GO            | SB?           | Spirale barrée              | 11h 50m 46.9s | 45° 48′ 26″ | 808 ± 2                | 13,4 | 15,2 ± 1,1     | 42             | 21,3 ± 4,3  |
| UGC 6930 | GO            | SAB(s)d       | Spirale intermédiaire       | 11h 57m 17.3s | 49° 16′ 59″ | 777 ± 1                | 11,8 | 14,4 ± 1,0     | 48             | 11,3 ± 8,0A |
| UGC 7089 | GO            | Sdm?          | Spirale magellanique        | 12h 05m 57.7s | 43° 08′ 36″ | 770 ± 1                | 13,1 | 14,8 ± 1,1     | 43             | 12,8 ± 1,9  |
| UGC 7129 | Cc            | Sab           | Spirale                     | 12h 08m 55.1s | 41° 44′ 27″ | 925 ± 2                | 13,3 | 17,1 ± 1,2     | 24             | 18,2 ± 7,6  |
| IC 749   | GO            | SAB(rs)cd     | Spirale intermédiaire       | 11h 58m 34.0s | 42° 44′ 03″ | 812 ± 2                | 12,4 | 15,4 ± 1,1     | 63             | 17,4 ± 1,8  |

- A Deux mesures seulement.

Le site DeepskyLog permet de trouver aisément les constellations des galaxies mentionnées dans ce tableau ou si elles ne s'y trouvent pas, l'outil du site constellation permet de le faire à l'aide des coordonnées de la galaxie. Sauf indication contraire, les données proviennent du site NASA/IPAC.